# 사권박탈법
사권박탈법(Bill of Attainder)은 의회가 제정한 개인의 권리를 박탈하는 법을 말한다. 사권박탈은 의회가 어떤 집단이나 개인이 범죄자임을 선언하고 재판없이 처벌하는 것을 말한다. 적법절차의 한 부분으로 미국 연방헌법은 이런 사권박탈법을 금지하고 있다. 사권박탈법은 중세 영국왕이 재판없이 처벌을 하는데 사용되어 왔다. 미국 독립이전에 영국식민지하에서 사권박탈법은 종종 사용되어 왔고 미국시민들의 증오를 샀다.

## 미국 헌법 제1조 9항 3호
- 개인의 권리 박탈법(Bill of Attainder) 또는 소급 처벌법(ex post facto law)을 통과시키지 못한다.

## 같이 보기
- 소급입법금지